# Renshofen
Renshofen (auch Riezhofen) ist ein abgegangener Ort im Stadtteil Bittenfeld der Stadt Waiblingen im baden-württembergischen Rems-Murr-Kreis.

## Lage
Der aufgegangene Ort Renshofen lag auf der Gemarkung des heutigen Waiblinger Stadtteils Bittenfeld.

## Geschichte
Renshofen wird erstmals 1245 als Besitz des Stifts Backnang erwähnt. Noch 1623 erwähnt, ist es später in Bittenfeld aufgegangen. Die Rientzenhofer Mühle wird bis 1936 als Wohnplatz genannt, sie liegt rechtsseits des Zipfelbachs am heutigen Südrand von Bittenfeld.